# 立石春美
立石 春美（たていし はるみ、明治41年（1908年）5月16日 - 平成6年（1994年）4月27日）は昭和時代から平成時代のかけての日本画家。

## 略歴
明治41年（1908年）に佐賀県佐賀郡大和町（現・佐賀市）に生まれる。本名は春美（はるよし）。清方の作品に接して画家を志し、昭和2年（1927年）に上京、洋画家の梶原貫五の紹介により清方に入門を願うがかなわず、翌昭和3年（1928年）に深水画塾に入り、伊東深水に師事、日本画を学ぶ。昭和6年（1931年）に第12回帝展に「淑女」を出品、初入選を果たす。以降、帝展や新文展で活躍する。昭和26年（1951年）、朝倉賞を受賞する。その後、日展の委嘱を経て昭和38年（1963年）、日展審査員となった。平成2年（1990年）には日展参与になる。平成6年（1994年）4月27日に静岡県熱海市の病院において脳梗塞により死去。享年85。
鏑木清方、伊東深水に続く美人画の名手として知られた。

## 作品
- 「音律」 絹本着色 昭和時代 岡田美術館所蔵
- 「鯉」 絹本着色 佐賀大学美術館所蔵